# Hilmar von Münchhausen (Politiker)
Heinrich Georg Hilmar von Münchhausen (* 10. Juli 1818 in Rinteln; † 1. Mai 1897 ebenda) war ein deutscher Oberforstmeister und Mitglied der Ersten Kammer der kurhessischen Ständeversammlung.

## Leben
Hilmar von Münchhausen war ein Sohn des Oberlandforstmeisters Wilhelm von Münchhausen (1791–1849) und dessen Ehefrau  Christiane Bernhardine Viktoria von Loßberg (1799–1884).
Wie sein Vater schlug er eine Laufbahn in der Forstwirtschaft ein, war Revierförster in Frankenhain und Forstinspektor des Habichtswaldes und erhielt, inzwischen zum Oberforstmeister befördert, 1852 ein Mandat für die Erste Kammer der kurhessischen Ständeversammlung (14. Landtag),  gewählt für die schaumburgische Ritterschaft. Seine Mitgliedschaft endete mit seiner Mandatsniederlegung im Jahre 1865 (21. Landtag).
Er war verheiratet mit Marie Fischer (* 1824). Aus der Ehe sind u. a. die Kinder Anna Charlotte (* 1854, ∞ Rudolf Theodor Edwin von Bischofshausen), Hedwig Helene (* 1858, ∞ Wulf von Oeynhausen) und Hilmar (* 1862, Herr auf Rinteln) hervorgegangen.